# Salomé Lamas
Salomé Lamas (Lisboa, 1987) é uma realizadora portuguesa premiada, conhecida por ter realizado os filmes:  Terra de ninguém, Eldorado XXI e Coup de Grâce.

## Percurso
Salomé Lamas nasceu em 1987 na capital portuguesa.
Estudou cinema Escola Superior de Teatro e Cinema (Portugal) e na Filmová a Televizni Fakulta Akademie Múzick’VCH V Praze (Praga).

## Prémios
2012 - Recebeu o Grande Prémio Documentário pelo documentário A Comunidade, no festival Curtas Vila do Conde
2012 - Ganhou o Prémio Novo Talento FNAC, no festival IndieLisboa com Encounters with landscape
2012 - Pelo filme Terra de Ninguém, recebeu 4 prémios no DocLisboa, nomeadamente: Melhor longa-metragem da Competição Portuguesa, Prémio do Público para Melhor Longa Portuguesa, Prémio Restart para Melhor Longa Portuguesa e o Prémio Jameson para Melhor Primeira Obra

## Obras Seleccionadas

### Filmografia
Entre os seus filmes encontram-se:
- 2009 – Jotta: a minha maladresse é uma forma de delicatesse (documentário sobre a artista plástica Ana Jotta em colaboração com Francisco Moreira)[8]
- 2010 - Golden Dawn, Imperial Girl
- 2012 – Terra de Ninguém[9][10]
- 2012 – A Comunidade[11]
- 2012 – Encounters With Landscape3X
- 2013 – Theatrum Orbis Terrarum
- 2014 – Le Boudin
- 2015 – A Torre
- 2015 – Mount Ananea
- 2015 – North: Trial by Fire
- 2016 – Riots and Rituals
- 2016 – The Burial Of The Dead
- 2016 – Eldorado XXI[12][13]
- 2017 – Coup de Grace[14]
- 2017 – Horizon Noziroh (no qual colaborou com Gregorio Graziosi e Christoph Both-Asmus)
- 2018 – Extinction
- 2020 - Extraction: The Raft Of The Medusa[11]
- 2021 - Hotel Royal[15]

### Livros
É autora dos livros:
- 2016 - Parafiction: selected works, editora Mousse Publishing, ISBN 9788867492428[18][19]
- 2020 - O Corpo, a Sexualidade e o Erótico na Obra de Júlio Pomar, editora Documenta, ISBN 9789899006492[20]
- 2021 - Fatamorgana, editado por Mousse Publishing, ISBN 978-88-6749-421-7[21][22]